# Detlef Becker
Detlef Becker (* 21. März 1963 in Ediger; † 16. Oktober 1982 in Koblenz) war ein deutscher Bankkaufmann.

## Werdegang

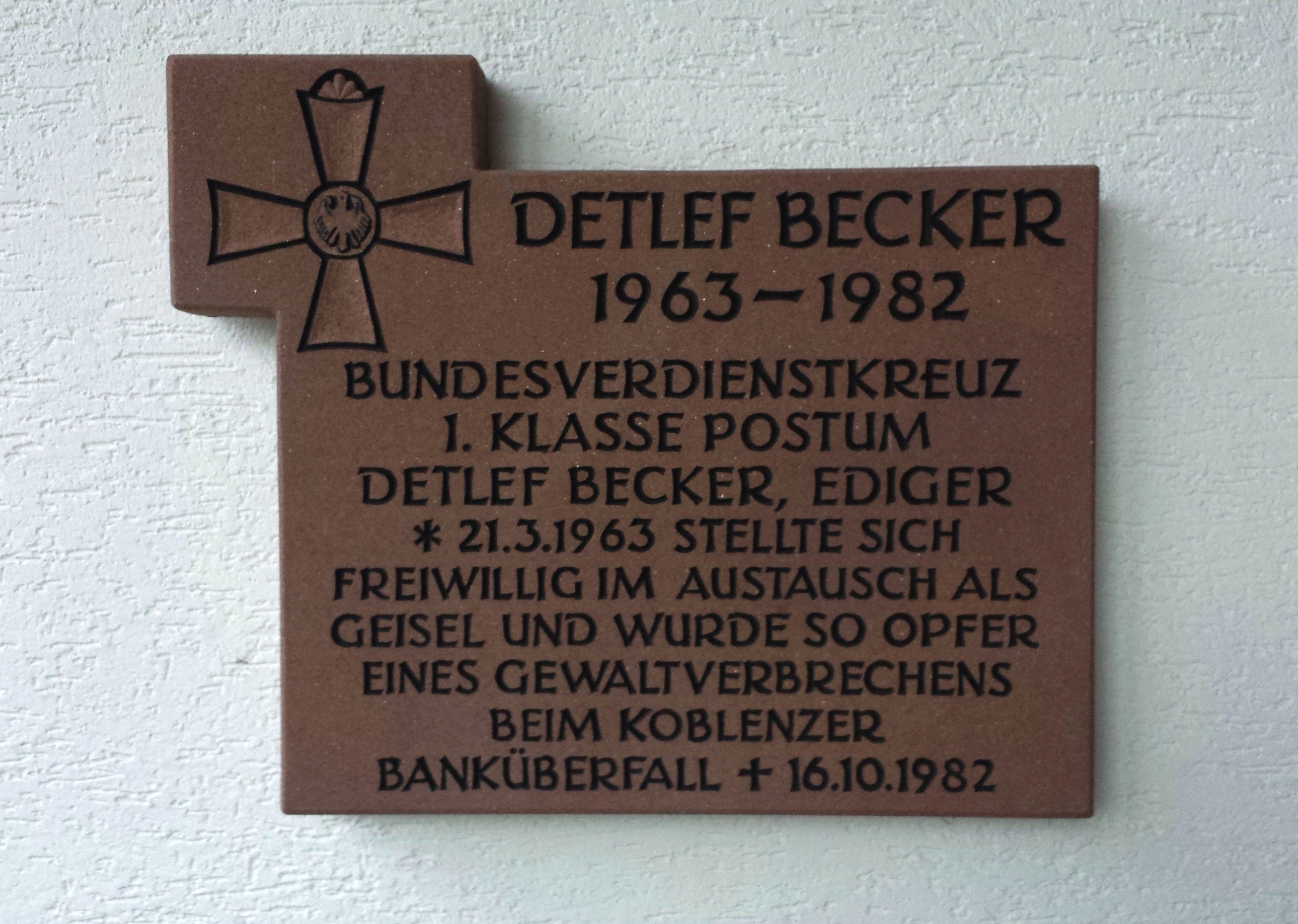
Ehrentafel für Detlef Becker (1963–1982) in Ediger

Nach seiner Ausbildung zum Bankkaufmann war Becker als Angestellter in der Geschäftsstelle der Sparkasse Koblenz am Schenkendorfplatz in Koblenz tätig. Am 5. Oktober 1982 drangen zwei Bankräuber in die Geschäftsräume ein und nahmen neun Geiseln. Um ein Fluchtfahrzeug zu erpressen, kündigte einer der beiden Täter an, einer Frau ins Bein zu schießen. An ihrer Stelle bot sich der 19 Jahre alte Becker freiwillig an. Zehn Tage nach dem Überfall verstarb er in Folge der Verletzung an einer Lungenembolie. Die Täter wurden gefasst und wegen Mordes verurteilt.
Bei der Trauerfeier stellte der rheinland-pfälzische Ministerpräsident Bernhard Vogel einen Bezug zum Missionar Maximilian Kolbe her, in dem er sagte:

„...der Bezug heißt, dass sich hier ein junger Mensch aus freien Stücken und ohne zu zögern gemeldet hat für andere als ein Bürge der Hoffnung auf das Überleben der anderen. Das war die Tat voll Mut und Tapferkeit, das war eine beispielhafte Tat...“

Detlef Becker wurde Posthum mit dem Verdienstkreuz 1. Klasse der Bundesrepublik Deutschland ausgezeichnet. Am 6. Oktober 1986 wurde am Ort des Geschehens eine Gedenktafel für ihn angebracht, die sich heute im Verwaltungshochhaus der Sparkasse am Wöllershof in Koblenz befindet.